# Marmbás
Marmbás är ett berg i Grekland.   Det ligger i regionen Västra Grekland, i den centrala delen av landet, 150 km väster om huvudstaden Aten. Toppen på Marmbás är 1 597 meter över havet, eller 423 meter över den omgivande terrängen. Bredden vid basen är 4,6 km.
Terrängen runt Marmbás är kuperad söderut, men norrut är den bergig. Runt Marmbás är det ganska tätbefolkat, med 144 invånare per kvadratkilometer. Närmaste större samhälle är Aígio, 14,3 km nordost om Marmbás. 